# 冨田竹二郎
冨田 竹二郎（とみた たけじろう、1919年2月5日 - 2000年10月14日）は日本の言語学者。最終的な身分は大阪外国語大学名誉教授。専攻はタイ語。

## 経歴
兵庫県神戸市出身。大阪外国語学校（後の大阪外国語大学、大阪大学）英語部卒業。支那語部修了。1942年から4年間タイとの交換留学生としてチュラーロンコーン大学に留学し、タイ語を習得する。帰国後、大阪外事専門学校（後の、大阪外国語大学、大阪大学）で中国語の教鞭をとる。1949年助教授となり、タイ語学科の主任となり、その後、大阪外語大学のタイ語学部の発展に寄与した。1962年教授。1983年、シーナカリンウィロート大学より名誉博士号を受ける。翌年退官し、大阪外国語大学名誉教授となり、天理大学おやさと研究所教授となる。1992年から1996年まで天理大学教授・タイ学科主任。
2000年10月14日、慢性腎不全のため死去。

## 勲等
- 白象勲章（タイ王国）・・・1994年
- 勲三等旭日中綬章・・・1995年

## 著書
- 『タイ語(日本語)基礎――日・泰双用』江南書院、1957年
- 『日泰会話辞典――日泰双用』江南書院、1959年
- 『タイ語の話し方』泰文堂、1968年（妻の冨田富美との共著）
- 『タイー日・日-タイ小辞典』語学教育振興会、1975年
- 『標準タイ語教本〈3〉文章篇』語学教育振興会、1976年
- 『標準タイ語教本〈2〉文字・語法篇』語学教育振興会、1976年
- 『標準タイ語教本〈1〉発音符号のみによる発音・語法・会話篇』語学教育振興会、1978年
- 『タイ日辞典』養徳社、1987年 ISBN 9784842600635
- 『タイ日大辞典』日本タイクラブ、1997年 ISBN 9784839601140

### 訳書
- ボータン『タイからの手紙 上巻』井村文化事業社、1979年、ISBN 9784326910151
- ボータン『タイからの手紙 下巻』井村文化事業社、1979年、ISBN 9784326910168
- カムマーン・コンカイ『田舎の先生』井村文化事業社、1980年 ISBN 9784326910175
- 『タイ国古典文学名作選』井村文化事業社、1981年 ISBN 9784326910281
- リアムエーン『大王が原 上巻』井村文化事業社、1981年
- リアムエーン『大王が原 下巻』井村文化事業社、1981年

### タイ語およびタイ向け著書
- พจนานุกรมญี่ปุ่น-ไทย ไทย-ญี่ปุ่น สำหรับชาวไทย, กรุงเทพฯ: สมาคมเพื่อพัฒนาการศึกษาและวัฒนธรรมไทย, 2546, ISBN 9789748364988
- ไวยากรณ์ภาษาญี่ปุ่น, ปรียา อิงคาภิรมย์, แปล, กรุงเทพฯ : ดอกหญ้ากรุ๊ป, 2548 ISBN 9789749227886